# Älmhult
För andra betydelser, se Älmhult (olika betydelser).

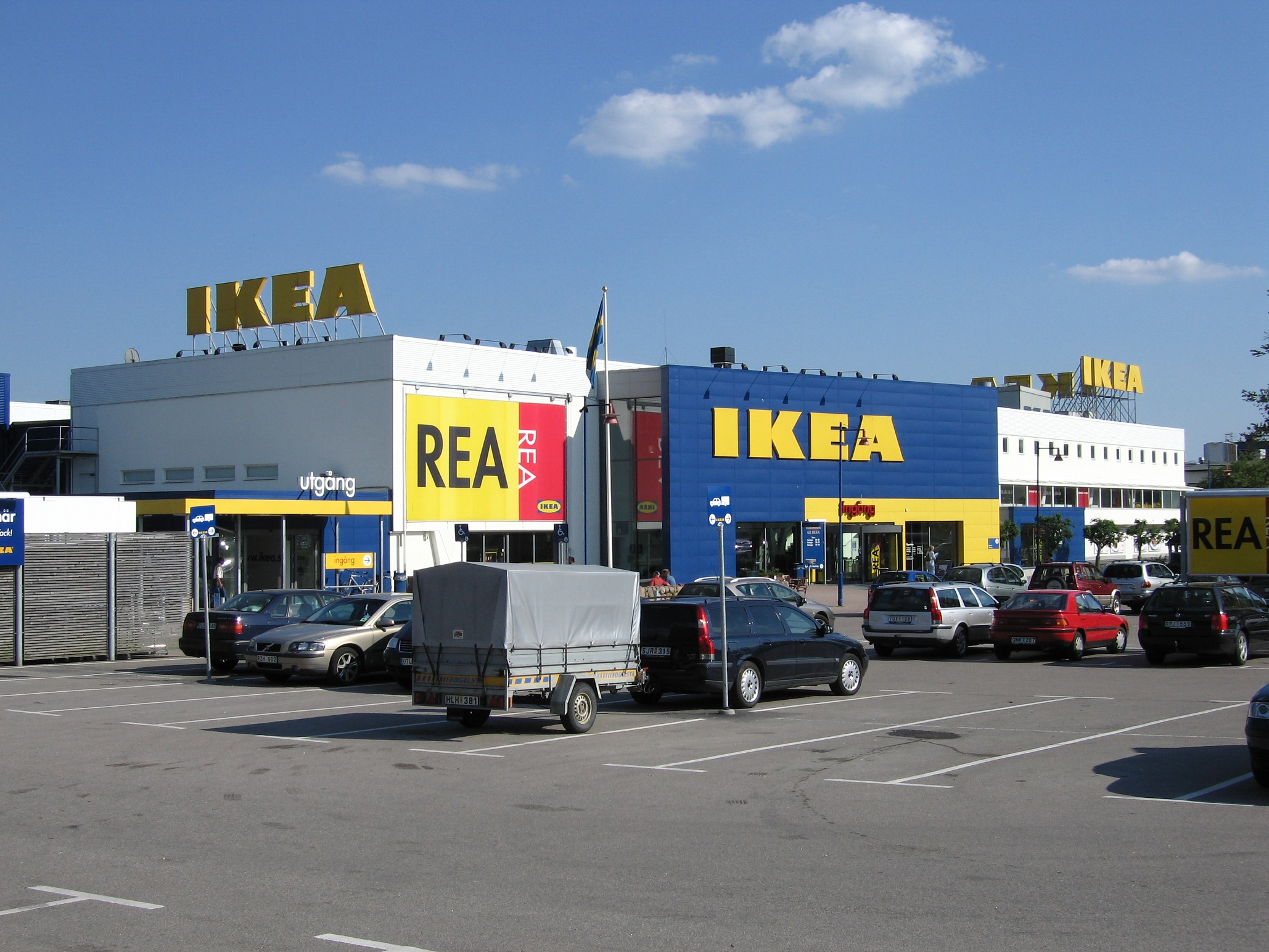
Ikeas gamla varuhus i Älmhult.

Älmhult uttal (fil) är en tätort i Småland, centralort i Älmhults kommun i Kronobergs län. 

## Historia

### Medeltiden till 1800-talets mitt
Älmhult bestod ursprungligen av en bondgård längs en gammal förbindelseled mellan Sverige och Danmark, vilken existerande redan under medeltiden. Den äldre forntida gården låg öster om den senare, i det som idag är Haganäsparken, men flyttades vid okänd tidpunkt. Gården, som var en skattegård, är belagd i skriftliga historiska källor ifrån 1545. Gården tillhörde Stenbrohults socken. I Älmhult anlades under 1660-talet ett gästgiveri, i samband med att vägen förbi gården byggdes ut till en ny nord-sydlig riksväg. Den förste kände gästgivaren var Jöns Andersson (kallad "Jöns Pinkare"), en driftig person som även var kopparslagare, länsman och kyrkvärd. År 1676 ägde delar av den så kallade Loshultskuppen rum i Älmhult, då traktens bönder lade beslag på en mängd kopparplåtar ingående i en kunglig penningtransport. Gården Älmhult, eller Elmhult som det skrevs i äldre tid, ingick mellan åren 1648 och 1681 i Virestads friherrskap som var donerat greve Lennart Torstenson och efter dennes död hans son greve Anders Torstenson, men drogs in vid Karl XI:s reduktion.
Älmhults gård kom genom uppodling och arvskiften att växa och delas så att det 1825, då den äldsta kartan uppgjordes och enskifte genomfördes, fanns fyra gårdsbruk som alla delade på gästgiverirättigheterna. Dessa fyra gästgivare var alla ättlingar till nämnde Jöns Andersson, men efter skiftets omfördelning av jordlotterna till sammanhängande enheter kom gårdsbruken av olika anledningar att säljas ut till obesläktade personer. Efter att handelstvånget upphävdes 1846 (det vill säga förbudet mot lanthandel (bokstavligen "handel på landet", i motsats till "i staden", mildrades) kom Älmhult genom sitt geografiska läge och gästgiveri att bli en plats för ekonomisk aktivitet bland allmogen, där bland annat en frimarknad vid dagens Oxtorget fick stor betydelse.

### Efter järnvägens ankomst
Byn växte långsamt i storlek fram till 1862, då en järnvägsstation till Södra stambanan anlades där. Därefter ombildades den gamla bondbyn snabbt till ett expansivt stationssamhälle, som senare fick ytterligare två järnvägslinjer: En till Sölvesborg (SOEJ) och en till Kristianstad (CHJ).
I Sånnaböke uppfördes en station som fick namnet Möckeln efter sjön, vilket namn senare kom att bli den gamla byn Sånnabökes markers benämning.
Många företag etablerade sig i Älmhult under 1900-talet, bland de större var/är AB Gotthard Nilsson (1945 sysselsattes 250 arbetare), Elme Glasbruk (glastillverkning med sliperi bedrevs 1917-1970; industrin sysselsatte omkring 300 personer på 1930-talet), Bröderna Wallins granitindustri, Lillsjö AB och Älmhults Bruk. I Älmhult fanns också ett antal mindre möbelindustrier. Den mest betydelsefulla etableringen kom 1953 när Ingvar Kamprad från Agunnaryd öppnade sin första affär och utställningslokal i Älmhult, ett företag som utvecklades till Ikea. Att Kamprad kom att etablera sig just i Älmhultstrakten kan förklaras av att hans morfar C.B. Nilsson och morbror Valter Nilsson var handelsmän i Älmhults grannby Klöxhult, och att hans släkt ägde markområden där det första varuhuset startades.

### Från 1960-talet till år 2000

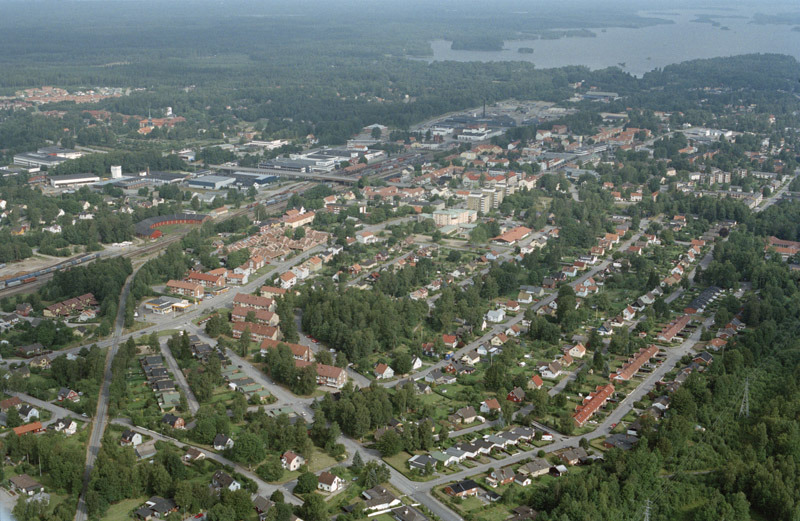
Flygfoto över Älmhult från 1997, mot norr.

Från mitten av 1960-talet till början av 1990-talet var Älmhult känt, åtminstone i Småland och Skåne, för nöjesställena Stjärnborgen, Golden Hill och Silverdalen. På det sistnämnda uppträdde sommartid många av Sveriges då mest kända artister, till exempel Gyllene Tider och Lena Philipsson. Anläggningarna drevs under en lång period av den lokale nöjesprofilen Ulrik Wittman. Golden Hill blev senare Ica Maxi, medan Stjärnborgen och Silverdalen förstördes genom flera stora bränder.

### Administrativa tillhörigheter
Älmhult var och är beläget i Stenbrohults socken och ingick efter kommunreformen 1862 i Stenbrohults landskommun där Älmhults municipalsamhälle inrättades 6 februari 1885. Älmhults köping bildades 1901 genom en utbrytning ur landskommunen av samhället med närområdet varvid municipalsamhället upplöstes. Köpingskommunen inkorporerade 1928 från landskommunen flera omkringliggande gårdar: Gemön, Froafälle, Slätthult och Sånnaböke samt från Pjätteryds socken/landskommun: Bockatorp, Klöxhult, Ormakulla och Bökhult. År 1971 uppgick Älmhults köping i Älmhults kommun där Älmhult sedan dess är centralort.
I kyrkligt hänseende har orten sedan 1905 hört till Älmhults församling, dessförinnan Stenbrohults församling.
Orten ingick till 1970 i Allbo tingslag, från 1940-talet benämnt Västra Värends tingslag. Från 1971 till 2005 ingick Älmhult i Ljungby domsaga och sedan 1971 ingår orten i Växjö domsaga.

### Befolkningsutveckling
| Befolkningsutvecklingen i Älmhult 1900–2020                                      | Befolkningsutvecklingen i Älmhult 1900–2020 | Befolkningsutvecklingen i Älmhult 1900–2020 | Befolkningsutvecklingen i Älmhult 1900–2020 | Befolkningsutvecklingen i Älmhult 1900–2020 |
| -------------------------------------------------------------------------------- | ------------------------------------------- | ------------------------------------------- | ------------------------------------------- | ------------------------------------------- |
|                                                                                  |                                             |                                             |                                             |                                             |
| År                                                                               |                                             |                                             | Folkmängd                                   | Areal (ha)                                  |
| 1900                                                                             | 1900                                        |                                             | 892                                         | †                                           |
| 1960                                                                             | 1960                                        |                                             | 5 129                                       |                                             |
| 1965                                                                             | 1965                                        |                                             | 5 667                                       |                                             |
| 1970                                                                             | 1970                                        |                                             | 7 001                                       |                                             |
| 1975                                                                             | 1975                                        |                                             | 7 390                                       |                                             |
| 1980                                                                             | 1980                                        |                                             | 7 681                                       |                                             |
| 1990                                                                             | 1990                                        |                                             | 8 303                                       | 815                                         |
| 1995                                                                             | 1995                                        |                                             | 8 478                                       | 823                                         |
| 2000                                                                             | 2000                                        |                                             | 8 277                                       | 836                                         |
| 2005                                                                             | 2005                                        |                                             | 8 518                                       | 842                                         |
| 2010                                                                             | 2010                                        |                                             | 8 955                                       | 878                                         |
| 2015                                                                             | 2015                                        |                                             | 9 495                                       | 977                                         |
| 2020                                                                             | 2020                                        |                                             | 11 003                                      | 1 024                                       |
| Anm.: Sammanvuxen med Möckeln 1970 † Befolkning runt ett municipalsamhälle 1900. |                                             |                                             |                                             |                                             |

## Näringsliv
I nutiden är Ikea Älmhults i särklass viktigaste företag: Ikea har varuhus, centrallager, kontor, museum, kundservice, testlaboratorium och produktutveckling på orten. Dessutom produceras mycket av Ikeas marknadsföring i Älmhult, bland annat Ikea-katalogen.
Det finns ett utbud av olika restauranger och caféer som aktivt nyttjas av den stora inpendling av folk som arbetar inom Ikea.

### Handelsområdet
Sedan 2012 finns det ett nytt handelsområde; Älmhults Handelsplats som ligger i östra delen av Haganäsområdet och gränsar mot Riksväg 23. Det finns cirka 2 200 parkeringar och stadsbuss (Linje 1, kallades snålskjutsen då den i många år var gratis), som går mellan handelsområdet och Älmhults station.
År 2023 återfinns många företag på handelsområdet; Ikea Varuhus, Subway, Sibylla, Ittala Outlet, Willys, Lidl, Kronans Apotek, Jem & Fix, Animalix och Shoes & Bags.
Friskis & Svettis har en egen träningsanläggning i området.

### Bankväsende
Elmhults sparbank hade grundats 1862 men ställdes år 1885 under utredning och försattes senare i konkurs. En ny sparbank, Älmhults med omnejds sparbank, grundades 1916. Den uppgick 1971 i Sparbanken i Kronoberg som senare blev en del av Swedbank.
Kristianstads enskilda bank öppnade ett kontor i Älmhult den 2 januari 1872. Senare öppnade även Skånska handelsbanken ett kontor i Älmhult. Dessa banker hade vid 1910-talets slut uppgått i Svenska Handelsbanken och Sydsvenska kreditaktiebolaget.
SEB stängde sitt kontor i Älmhult i februari 2018. Därefter fanns Handelsbanken och Swedbank kvar.

## Utbildning
Älmhults kommun hävdar sig göra stora satsningar på skolan i Älmhult. Både kommunala skolor och friskolor förekommer.

### Grundskolor
- The International School (International Baccalaureate EYP, PYP och MYP)
- Elmeskolan
- Gemöskolan
- Klöxhultsskolan
- Ryfors skola
- Diö skola
- Liatorps skola
- Paradisskolan
- Eneryda skola
- Linnéskolan
- Thoren Framtid (nedlagd sommaren 2023)

### Gymnasieskolor
- Haganässkolan
  - Högskoleförberedande program (ex. Naturvetenskap, teknik, ekonomi, samhällsvetenskap, IB Diploma Programme, pre-DP)
  - Yrkesprogram
  - Vuxenutbildning

## Kommunikationer

### Vägar
Riksväg 23 mellan Linköping och Malmö går utanför Älmhult i nord-sydlig riktning, länsväg 120 mellan Strömsnäsbruk vid E4:an och Nybro vid 25:an passerar rakt genom Älmhult i väst-östlig riktning, länsväg 121 till Lönsboda startar i Älmhult och länsväg 124 till Ljungby startar i Älmhult.

### Järnväg
Älmhults station ligger längs Södra stambanan och SJ:s snabbtåg mellan Malmö och Stockholm stannar ett antal gånger per dag och riktning. Öresundståg mellan Köpenhamn och Kalmar stannar också i Älmhult med 1 avgång per timme och riktning. 
Sedan december 2013 går även lokaltåg med Krösatågen mellan Växjö och Hässleholm med stopp i Älmhult.

### Regionbussar
I oktober 2014 finns följande busslinjer från Älmhult:
| Linje | Sträckning                     |
| ----- | ------------------------------ |
| 123   | Älmhult–Grimslöv–Växjö         |
| 130   | Älmhult–Ryd                    |
| 148   | Älmhult–Pjätteryd–Ljungby      |
| 149   | Älmhult–Strömsnäsbruk–Markaryd |
| 157   | Älmhult–Diö–Ljungby            |
| 562   | Älmhult–Lönsboda–Olofström     |
| 857   | Snabblinje Älmhult–Ljungby     |

### Stadsbussar
Sedan 9 december 2018 utgörs totalt 3 linjer av stadsbussar i Älmhult.
Linje 1 går via handelsområdet.
Linje 2 går via Klöxhult/Norregård.
Linje 3 går via Möckeln.
Stadstrafiken är sedan 17/8 2020 ej längre kostnadsfri att åka (finansierades tidigare till 1/3 av Älmhults kommun, 1/3 av Landstinget Kronoberg och 1/3 av Ikea).

## Kända personer
Följande personer kommer från Älmhult:
- Ingvar Kamprad, grundare av Ikea, född 1926 i Klöxhult, som inkorporerades i Älmhults köping 1928, och bosatt i Älmhult fram till 1933. Avled januari 2018.

- Johan Sterte, svensk forskare och administrativ universitetsledare, landshövding i Västmanlands län, född 1959, uppvuxen i Älmhult.
- The Creeps, pop- och rockband, bildades i Älmhult.
- Hans Ingemansson, född 1964, död september 2019. Manusförfattare, filmregissör, standup-komiker, kompositör och musiker. [24][25]
- Marcus Leifby, född 1979, sportjournalist på Sportbladet.